# Station Wilsele
Station Wilsele is een voormalige spoorweghalte in Wilsele-Dorp, een deelgemeente van de stad Leuven, op Spoorlijn 36 (Brussel-Noord - Luik-Guillemins). De stopplaats lag ter hoogte van begraafplaats Sint-Martinus aan de Brandweg en de Fernand Perdieusstraat in Wilsele-Dorp. De stopplaats wordt niet meer bediend en de perrons zijn afgebroken.

## Geschiedenis
Op 22 september 1837 werd er een nieuwe spoorlijn tussen Leuven en Tienen geopend. Een jaar later op 2 april 1838 werd de spoorlijn uitgebreid met een spoorlijn van Tienen naar Ans en op 1 mei 1842 opende de lijn van Ans naar Luik-Guillemins. Pas op 17 december 1866 opende de spoorlijn van Brussel-Noord naar Leuven en was spoorlijn 36 volledig geopend. De spoorlijn is nog altijd in gebruik door de NMBS en meet net geen honderd kilometer, 99,9 kilometer om precies te zijn. Het station Wilsele vond plaats op 25,6 kilometer van de start in Brussel.
De stopplaats werd op 22 oktober 1888 geopend en werd beheerd door de gemeente Herent, maar op 15 augustus 1915 sloot de spoorweghalte en op 1 november 1917 verdween station Wilsele uit het spoorboekje. In 1923 werd de halte definitief geschrapt.
0,0: Brussel-Noord ·
2,4: Schaarbeek ·
5,5: Haren-Zuid ·
7,0: Diegem ·
9,4: Zaventem ·
12,0: Nossegem ·
14,7: Kortenberg ·
16,1: Zavelstraat ·
17,8: Erps-Kwerps ·
19,2: Beisem ·
21,1: Veltem ·
24:0: Herent ·
28,8: Leuven ·
34,1: Korbeek-Lo ·
36,1: Lovenjoel ·
40,0: Vertrijk ·
42,0: Roosbeek ·
44,3: Kumtich ·
47,4: Tienen ·
53,8: Ezemaal ·
57,0: Neerwinden ·
60,7: Landen ·
64,0: Gingelom ·
69,0: Jeuk-Rosoux ·
71,5: Corswarem ·
74,5: Waremme ·
77,2: Bleret ·
79,8: Remicourt ·
83,2: Momalle ·
85,4: Fexhe-le-Haut-Clocher ·
87,8: Voroux-Goreux ·
89,9: Bierset-Awans ·
93,4: Ans ·
94,7: Montegnée ·
97,0: Liège-Haut-Pré ·
99,9: Luik-Guillemins